# Tamme Jan van Kampen
Tamme Jan van Kampen (Ulrum, 2 juni 1905 – 27 februari 1975) was een Nederlands burgemeester.
Hij werd geboren als zoon van Elzo van Kampen (1877-1955; kleermaker) en Johanna Wolters (1875-1909). Na de ulo ging de 17-jarige Van Kampen begin 1923 als volontair werken bij de gemeentesecretarie van Ulrum. In 1928 trad hij als ambtenaar ter secretarie in dienst bij de gemeente Uithuizen en twee jaar later maakte hij de overstap naar de gemeente Gieten. Begin 1935 ging hij als eerste ambtenaar werken bij de gemeente Termunten en in 1940 volgde hij D. Poll op als gemeentesecretaris van Muntendam. Op 17 mei 1945 werd Van Kampen waarnemend burgemeester van Termunten en in mei 1946 volgde daar zijn benoeming tot burgemeester. In juli 1970 ging hij met pensioen waarna hij verhuisde naar Norg. Van Kampen overleed begin 1975 op 69-jarige leeftijd.